# Elacatinus genie
Espèce
Le Gobie nettoyeur (Elacatinus digueti) est une espèce de poissons de la famille des Gobiidae mesurant jusqu'à 4,5 cm (pour le mâle).

## Répartition et habitat
C'est un poisson récifal.
Il est originaire des Bahamas et des Îles Caïmans, mais il est également présent en aquarium, tout comme les autres espèces du genre Elacatinus.